# Sotmätare
Sotmätare (Odezia atrata) är en svart fjäril med vita vingspetsar som helst flyger på dagen i soligt väder. Larven äter olika flockblommiga växter, till exempel hundkäx.

## Utseende
Vingspannet är mellan 27 och 30 millimeter. Ovansidan är svart. Framvingens vingspets är vit. Äldre individer bleknar i färgen och blir mörkbruna. Larven är grön och blir upp till 25 millimeter lång.

## Habitat och utbredning
Fjärilens habitat, den miljö den lever i, är de områden där värdväxterna finns, till exempel ängsmark.
Utbredningsområdet sträcker sig från iberiska halvön över Väst- och Centraleuropa samt hela Ryssland till ön Sachalin och regionen kring floden Amur. I norr förekommer arten på brittiska öarna och Skandinaviens samt Finlands låga delar. I Sydeuropa finns arten i Italien och på Balkan.

## Levnadssätt
Denna fjäril, liksom alla andra fjärilar, genomgår under sitt liv fyra olika stadier; ägg, larv, puppa och fullvuxen (imago). En sådan förvandling kallas för fullständig metamorfos.
Flygtiden, den period när fjärilen är fullvuxen, infaller i juni och juli. Sotmätarna är aktiva på dagen i synnerhet i soligt väder. Under flygtiden parar sig fjärilarna och honan lägger äggen. Fjärilen övervintrar som ägg och larven kläcks på våren. Värdväxter, de växter larven lever på och äter av, är olika flockblommiga växter bland annat strätta, hundkäx och nötkörvel. Larven förpuppas och ur puppan kläcks den fullbildade fjärilen och en ny flygtid börjar.